# 朱載墭
荊莊王朱載墭（1517年—1550年），明朝第五代荊王荊端王朱厚烇的庶第一子。他在何年受封永定王已不可考，後在嘉靖二十九年（1550年）去世，諡號永定端穆王。
其子荊恭王朱翊鉅在一年後嗣封荊王，追封他為荊王，諡號莊。